# Перу-Визеу
Перу-Визеу (порт. Pêro Viseu)  —  район (фрегезия) в Португалии,  входит в округ Каштелу-Бранку. Является составной частью муниципалитета  Фундан. По старому административному делению входил в провинцию Бейра-Байша. Входит в экономико-статистический  субрегион Кова-да-Бейра, который входит в Центральный регион. Население составляет 831 человек на 2001 год. Занимает площадь 19,25 км².
Покровителем района считается Сра-да-Консоласан (порт. Sra da Consolação). 